# Maryam Yusuf Jamal
Maryam Yusuf Jamal (en amárico: ማሪያም፡ ዩሱፍ፡ ጃማል) (en árabe: مريم يوسف جمال‎) (nació en Zenebech Tola) (amárico:? ዘነበቸ ቶላ) (16 de septiembre de 1984) es una corredora de media distancia de Baréin. Es la primera atleta de Baréin en ganar una medalla olímpica, una medalla de oro en la carrera de los 1500 m mujeres, en los Juegos Olímpicos de 2012 en Londres.
Nació en Etiopía, en 2005 fue su primera temporada completa. Obtuvo el récord nacional y corrió el 3.000 m más rápido del año, con un tiempo de 8:28.87 en una carrera en Oslo. Jamal es dos veces campeona del mundo en el 1500 m, después de haber ganado en los Campeonatos Mundiales de 2007 y 2009 en atletismo.
Representó a Baréin en los Juegos Olímpicos de 2008 en Pekín, terminando quinta en la final de 1500 m. Jamal también ha tenido mucho éxito en las competiciones regionales: ganó dos medallas de oro en los Juegos Asiáticos de 2006, además de los Campeonatos de Asia de Cross Country tanto en 2007 y 2009.